# Лаутерах (Альб-Донау)
Лаутерах (нем. Lauterach) — община в Германии, в земле Баден-Вюртемберг.
Подчиняется административному округу Тюбинген. Входит в состав района Альб-Дунай. Население составляет 591 человек (на 31 декабря 2010 года). Занимает площадь 13,77 км².